# Lierne kommun
Lierne kommun (norska: Lierne kommune) är en kommun i Trøndelag fylke i Norge som gränsar till Jämtlands län i Sverige. Kommunens centralort är tätorten Sandvika. Sitt namn har kommunen fått av de båda lierne, orterna Nordli och Mebygda i den tidigare kommunen Sørli. Kommunen hör huvudsakligen till Ångermanälvens avrinningsområde. 
I förhandlingarna inför Strömstadstraktaten 1751, då gränsen beslutades i detalj, ville Sverige ha Lierne, men fick ge upp det eftersom socknen hörde till Trondheims stift. Därför gör gränsen en utbuktning österut här.

## Administrativ historik
Lierne kommun bildades första gången 1874 genom en delning av Snåsa kommun. 1915 delades Lierne kommun och Sørli och Nordli kommuner bildades. 1964 slogs de här två kommunerna ihop igen och Lierne kommun återupprättades.

## Kommunvapen
Blasonering: I blått tre stående sølv ryper, to over en.
(I blått fält tre ripor av silver 2 + 1.)
Kommunvapnet godkändes genom kunglig resolution den 3 februari 1984. Motivet har valts med anledning av att småviltjakten och i synnerhet jakten på ripa har varit viktigt som försörjning i kommunen. Lokalbefolkningen jagar framför allt fjällripa, medan dalripan lockar hit många jägare från andra områden.

## Tätorter
I Lierne kommun finns en tätort:
- Sandvika (centralort)

## Socknar
Inom Norska kyrkan är Lierne kommun indelad i två socknar:
- Nordli socken
- Sørli socken

Socknarna ingår i Namdals prosteri i Nidaros stift.

## Kända personer
- Frode Estil (1972–), skidåkare
- Laila Kveli (1987–), skidåkare
- Hans Theodor Hesselberg (1885-1966), meteorolog

## Bilder

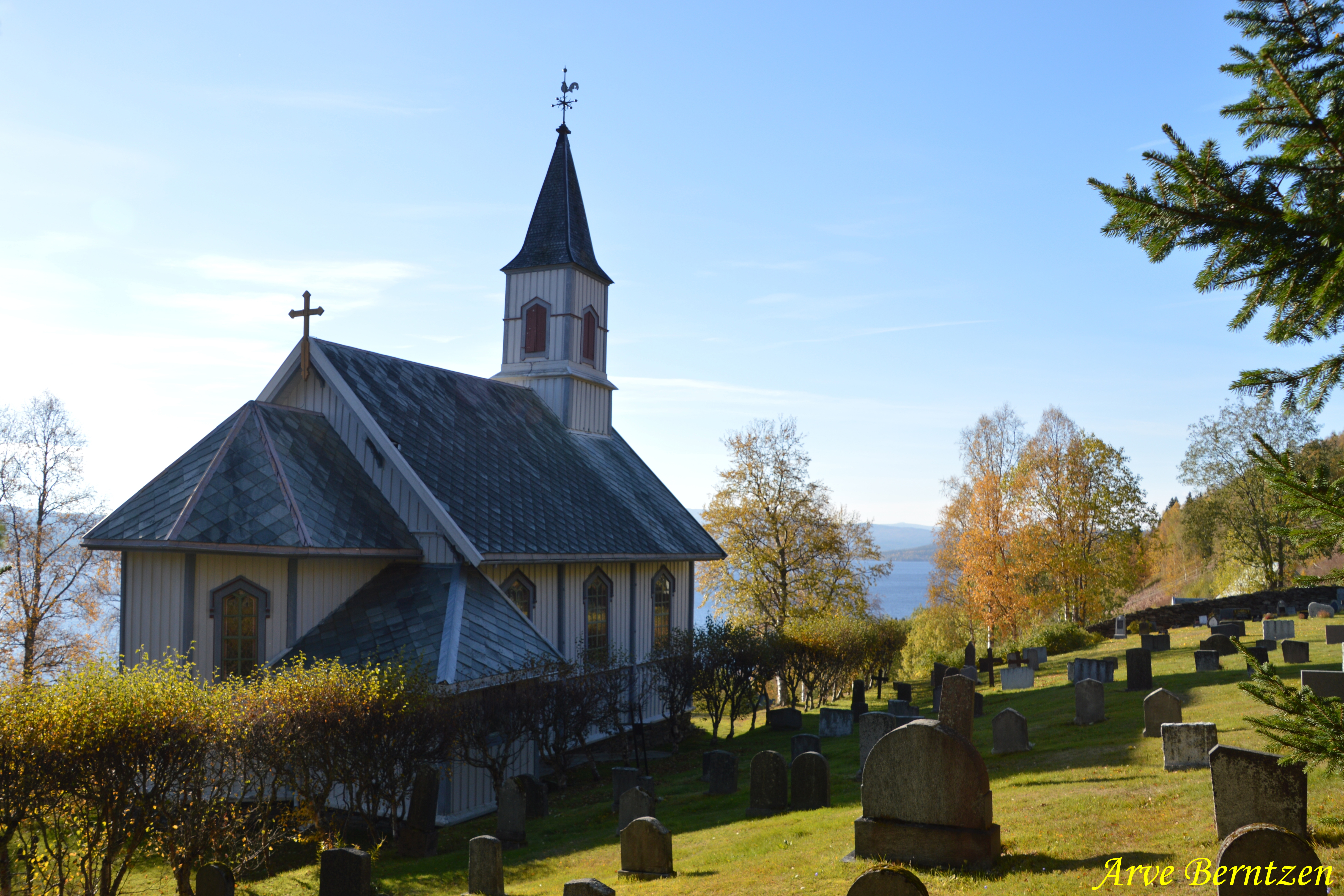
Nordli kyrka.
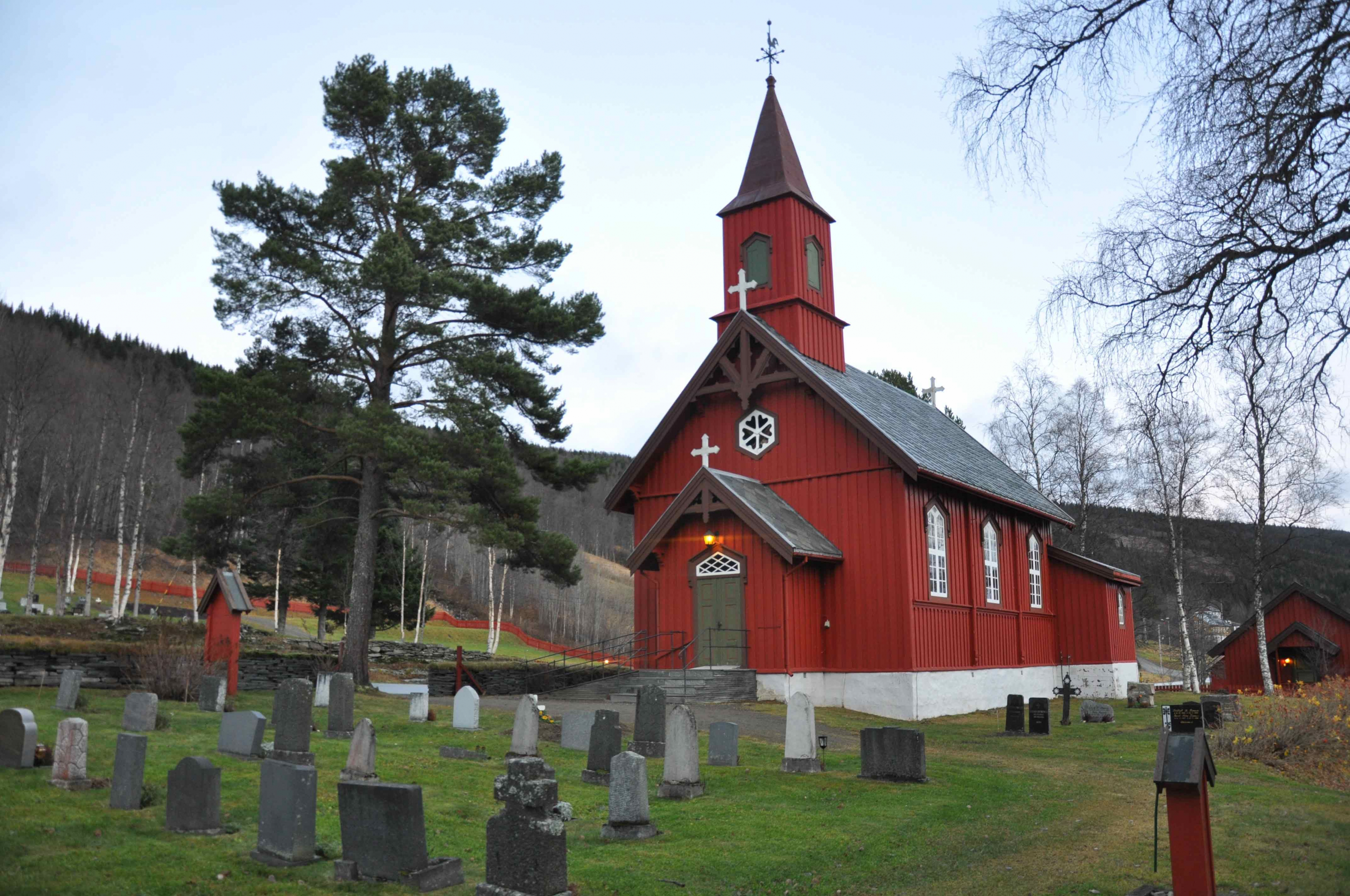
Sørli kyrka.
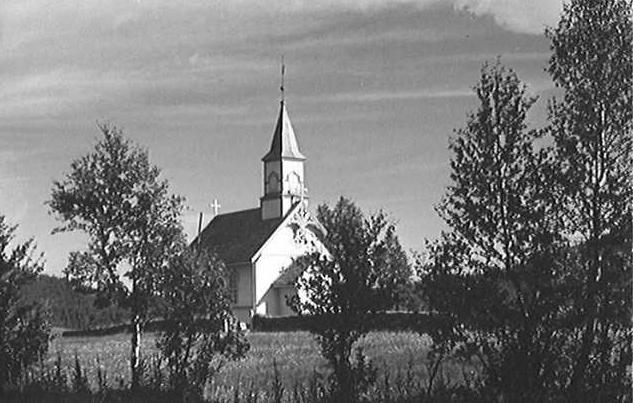
Tunnsjø kapell.